# Genaro Codina

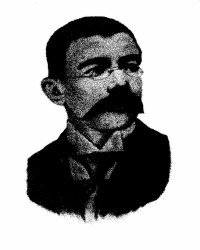
Genaro Codina

Genaro Codina Fernández (* 10. September 1852 in Zacatecas; † 15. November 1901 ebenda) war ein mexikanischer Komponist. Sein bekanntestes Stück ist der Marcha Zacatecas, der als Hymne des mexikanischen Bundesstaats Zacatecas dient und als inoffizielle „zweite Hymne“ von Mexiko gilt.

## Leben
Genaro Codinas Eltern förderten früh sein Talent und schickten ihn auf eine private Musikschule. Er wurde dort von Luis Galindo unterrichtet. Er beherrschte mehr als zehn Instrumente, wobei die Harfe sein Lieblingsinstrument war; das Klavier beherrschte er hingegen nicht. Als junger Mann galt Codina als Fachmann für Pyrotechnik, zu Nationalfeiertagen Feuerwerke abbrannte; zudem konstruierte er Heißluftballons. Im Jahre 1887 verfügte der mexikanische Präsident Porfirio Diaz, ihn auf Lebenszeit als Buchhalter bei der Provinzregierung anzustellen. Diese Weisung geht auf den Marcha Porfirio Díaz zurück, welchen Codina dem Präsidenten gewidmet hatte. Aus politischen Gründen war Codina mehrmals im Gefängnis.

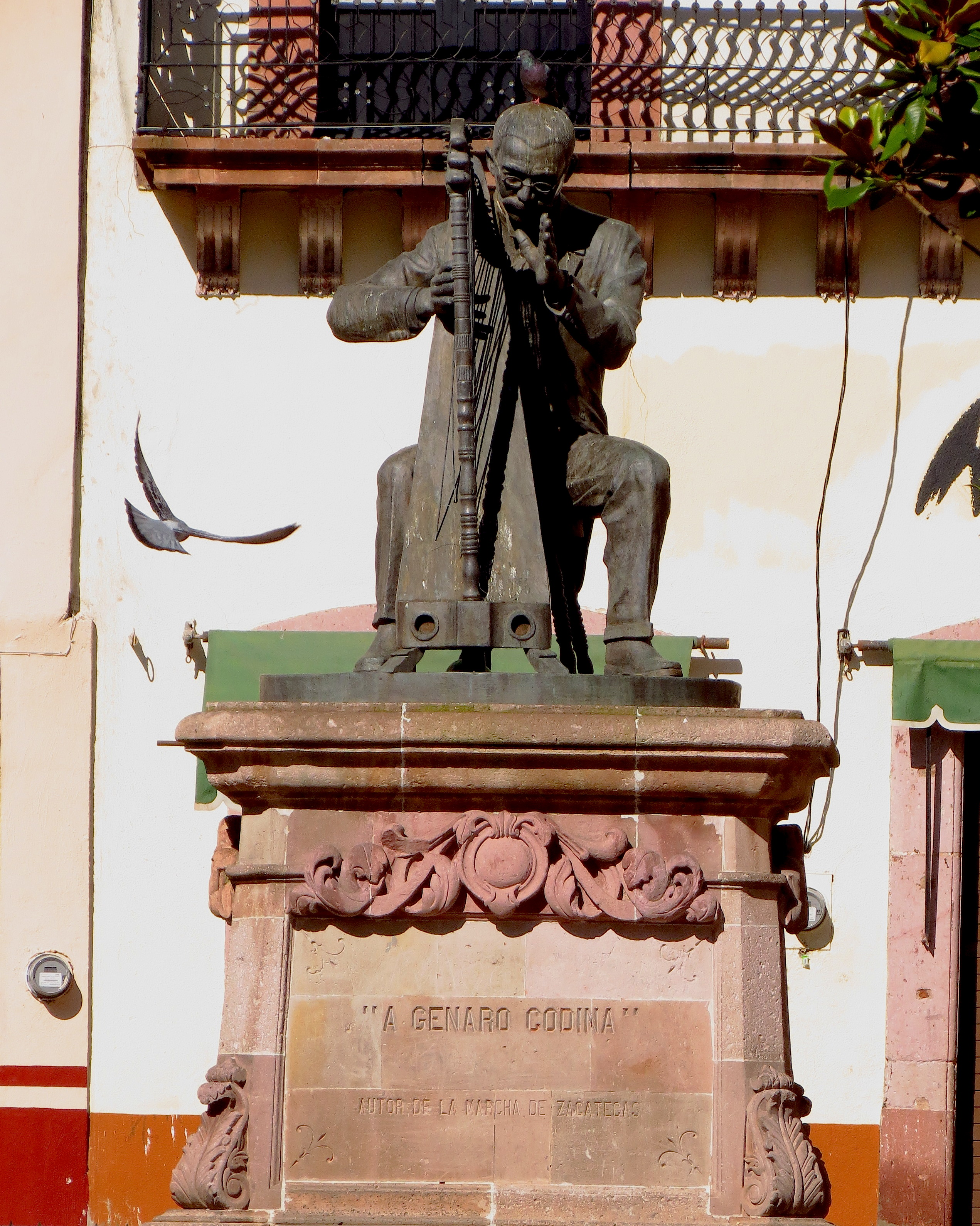
Denkmal für Genaro Codina in Zacatecas

Codina war mit Mariana González verheiratet und hatte zwei oder drei Töchter; er war ein Schwager des bekannten Komponisten Fernando Villalpando. Nach seinem Tod wurde in der Stadt Zacatecas eine Straße nach ihm benannt, zudem ruhen seine sterblichen Überreste im Mausoleo de los Hombres Distinguidos. Auch eine Gemeinde im Bundesstaat Zacatecas ist nach Codina benannt.

## Werk
Codina schrieb etliche Märsche, Schottische und Mazurkas, die großteils vom Musikverlag A. Wagner Y Levien in Mexiko-Stadt herausgegeben wurden.
Codinas bekanntestes Werk, der Marcha Zacatecas, entstand im Winter 1891/92. Fernando Villalpando und Codina forderten sich zu einem Wettstreit heraus um festzustellen, wer den besseren Marsch schreiben könne. Codina konnte diesen für sich gewinnen und widmete das neue Stück zunächst dem Gouverneur von Zacatecas, Jesús Aréchiga. Als dieser die Widmung sah, belohnte er Codina mit 1000 Pesos – der höchsten Gage, die er bis dahin erhalten hatte. Er riet ihm aber, den Marsch umzubenennen, da „der Titel ansonsten reichen würde, um das Stück unbeliebt zu machen“. Codina folgte dem Rat und nannte das Stück nach dem Bundesstaat. Im April 1983 wurde der Marsch zum ersten Mal öffentlich aufgeführt.